# 연주회장

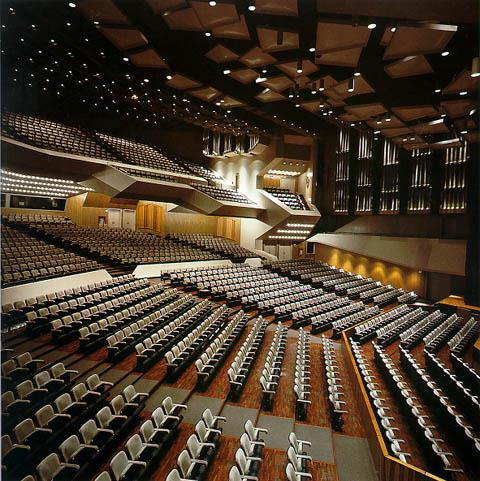
연주회장

연주회장(演奏會場), 음악회장(音樂會場), 음악당(音樂堂), 콘서트홀(영어: concert hall)은 연주회를 하기 위한 공간이다.